# Distrikt Inclán
Der Distrikt Inclán liegt in der Provinz Tacna in der Region Tacna im äußersten Südwesten von Peru. Der Distrikt hat eine Fläche von 1414,82 km². Beim Zensus 2017 wurden 2.613 Einwohner gezählt. Im Jahr 1993 lag die Einwohnerzahl bei 1.144, im Jahr 2007 bei 4.064. Sitz der Distriktverwaltung ist Sama Grande, am Westufer des Río Sama 6 km nördlich der Nationalstraße 1S (Panamericana) gelegen.
Der Distrikt Inclán liegt im Nordwesten der Provinz Tacna. Er hat eine Längsausdehnung in NO-Richtung von 40 km sowie eine Breite von etwa 30 km. Die Panamericana bildet die südliche Distriktgrenze. Der Flusslauf der Quebrada de Cerrillos Negros stellt die östliche Distriktgrenze dar. Im Süden des Distrikts befindet sich die Küstenwüste, im Norden die Ausläufer der Cordillera Volcánica. Der Distrikt Inclán grenzt im Westen an die Provinz Jorge Basadre, im Norden an die Provinz Tarata, im Osten an den Distrikt Alto de la Alianza sowie im Süden an den Distrikt Sama. Entlang dem Flusslauf des Río Sama wird bewässerte Landwirtschaft betrieben.